# فرخ بي (نصار)
فرخ بي (بالفارسية: فرخ‌پی) هي قرية تقع في إيران في قسم نصار الريفي. يقدر عدد سكانها بـ 523 نسمة .